# Friedrich Grützmacher

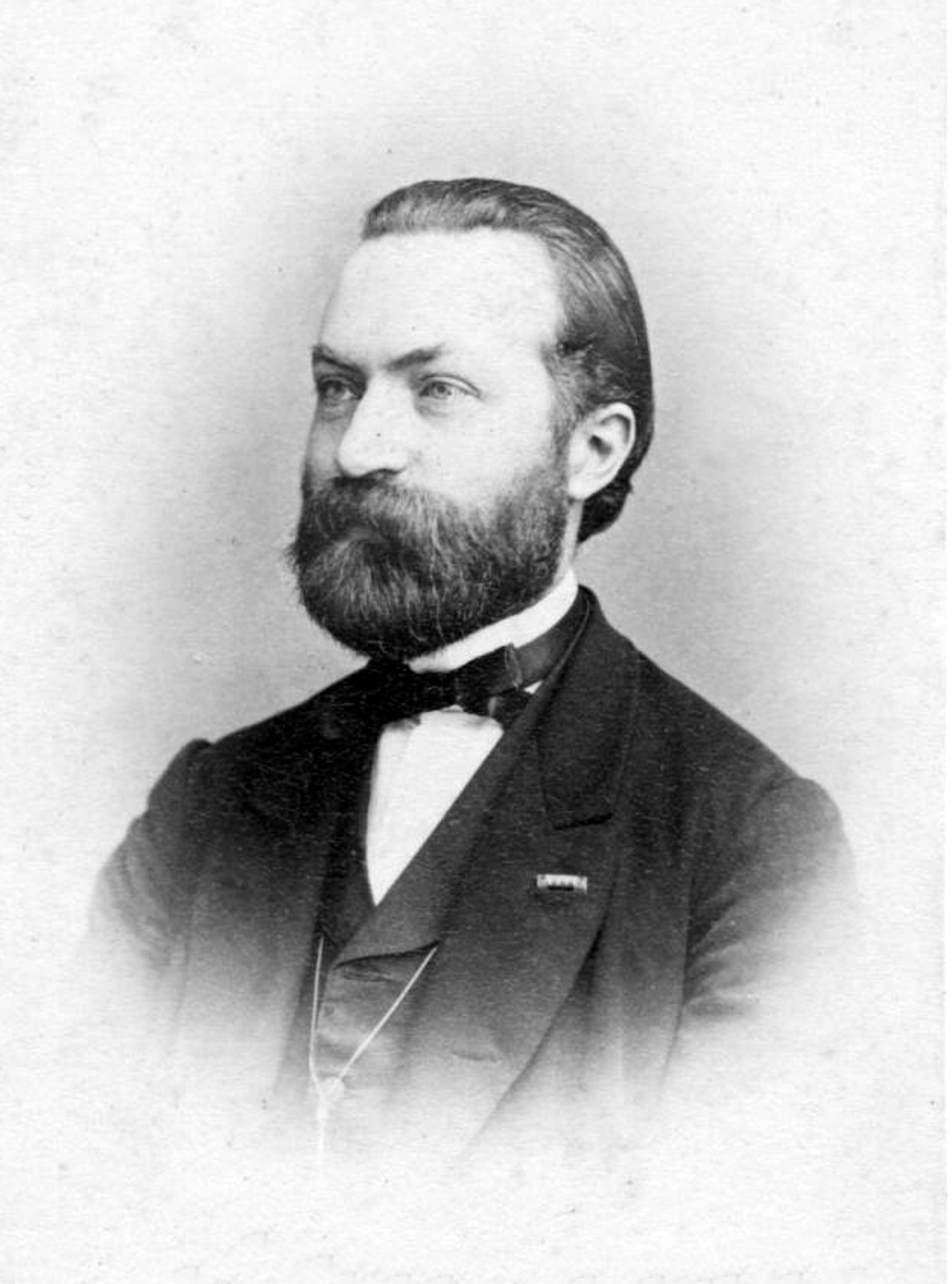
Friedrich Wilhelm Grützmacher

Friedrich Grützmacher, nato Friedrich Wilhelm Grützmacher (Dessau, 1º marzo 1832 – Dresda, 23 febbraio 1903), è stato un violoncellista tedesco.

## Biografia
Grützmacher nacque a Dessau, Anhalt, e ricevette i primi insegnamenti di musica da suo padre. Passò poi allo studio del violoncello con Karl Dreschler allievo di Dotzauer.
Nel 1848 venne scoperto a Lipsia dal famoso violinista, Ferdinand David, che gli organizzò alcuni concerti. Nel 1850 divenne violoncello solista alla Gewandhausorchester di Lipsia, e professore al Conservatorio di Lipsia. Suonò poi anche nel David String Quartet.
Nel 1860 Grützmacher si trasferì a Dresda come primo violoncello dell'Orchestra di Corte, e capo della Dresdner Musik Gesellschaft. Nel 1877 divenne professore al Conservatorio di Dresda. Svolse intensa attività concertistica in tutta Europa e nell'Impero russo divenendo amico del violoncellista Karl Davidoff. Suonò alla prima dell'opera di Richard Strauss, Don Quixote a Colonia nel 1898. Fu insegnante di Wilhelm Fitzenhagen e di Hugo Becker.
Grützmacher è più famoso oggi per quattro lavori che formano l'odierna versione del Concerto n. 9 per violoncello e orchestra di Luigi Boccherini, eseguita fino ai nostri giorni. La sua notorietà è anche dovuta all'arrangiamento delle suite per violoncello solo di Bach con aggiunta di articolazioni e abbellimenti virtuosistici. Le sue cadenze per i concerti di Boccherini e Joseph Haydn, sono spesso eseguite anche oggi.